# ICE S
Az ICE S a Deutsche Bahn nagysebességű kísérleti villamos motorvonata, melyet a Siemens, a DWA, az AEG és az Adtranz fejlesztett ki közösen. Ez a motorvonat váltotta le az ICE V vonatot. Nevében az S a német Schnellfahrtzug (nagysebességű vonat) rövidítése.

## Képek

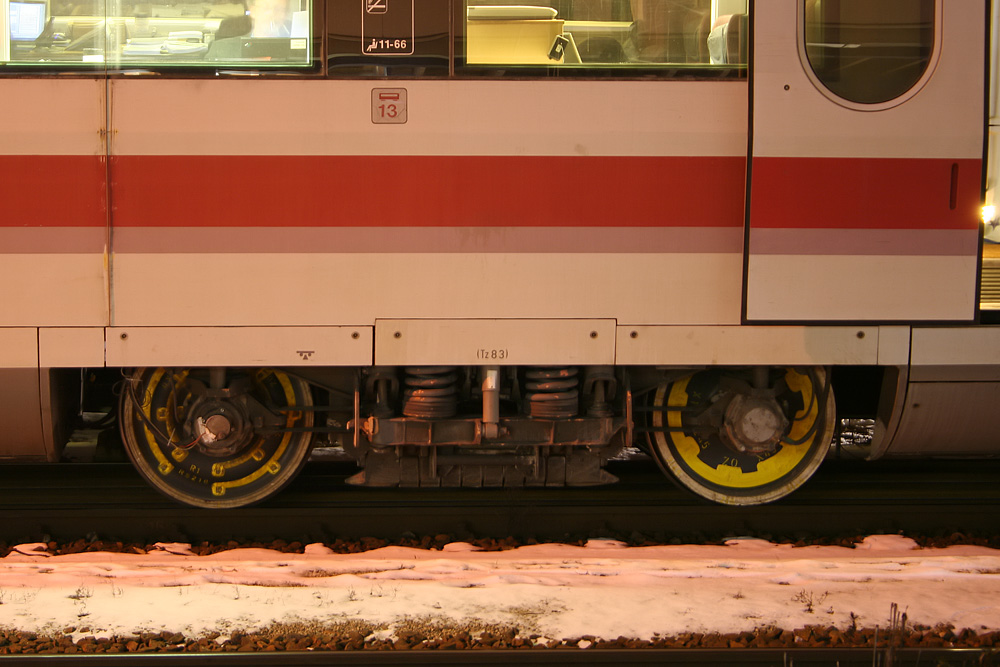
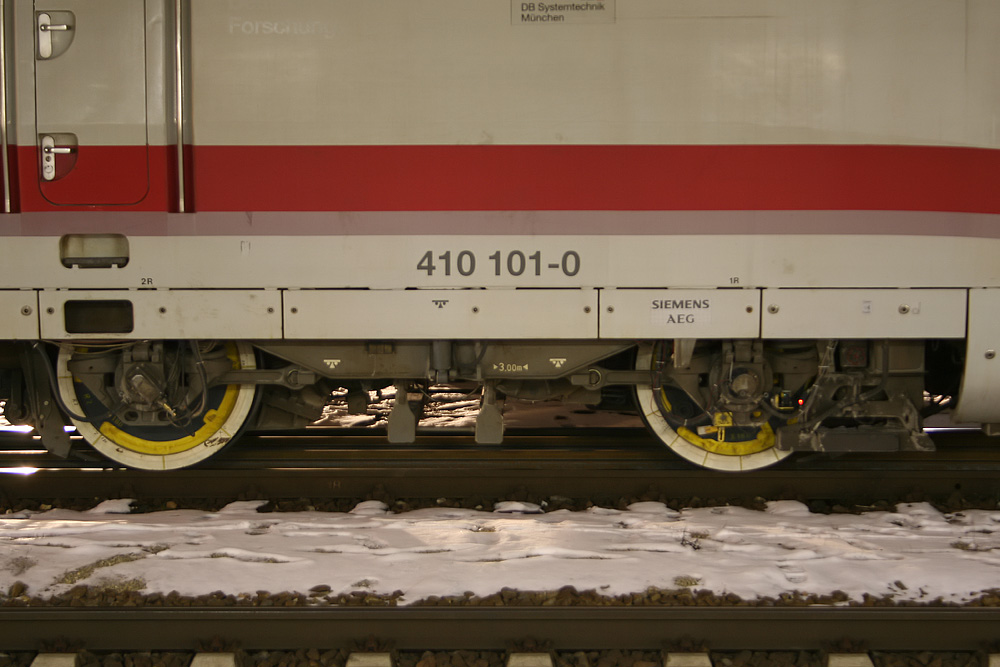
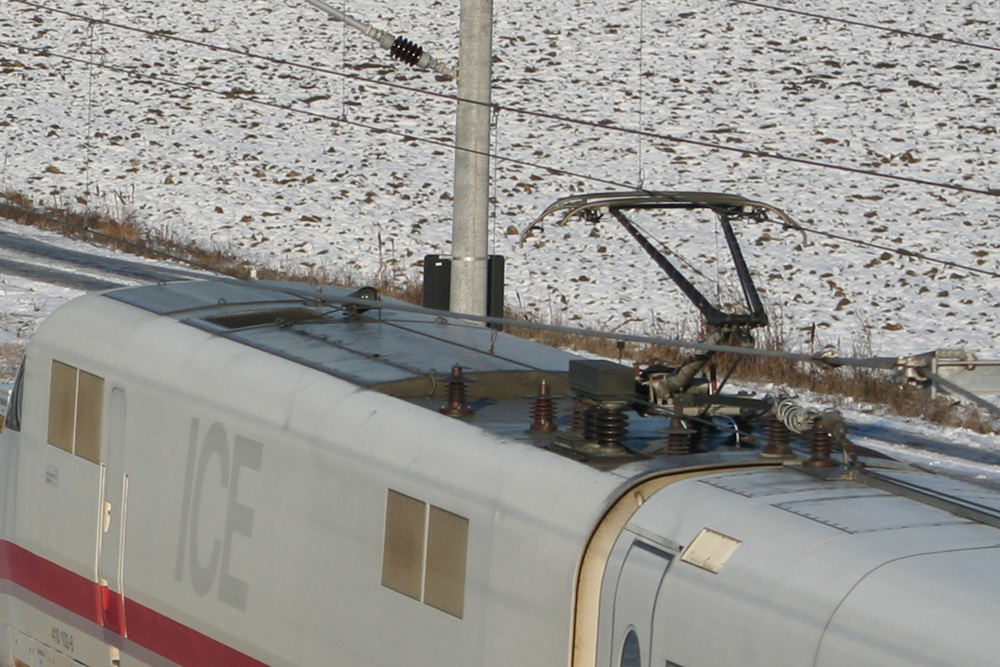
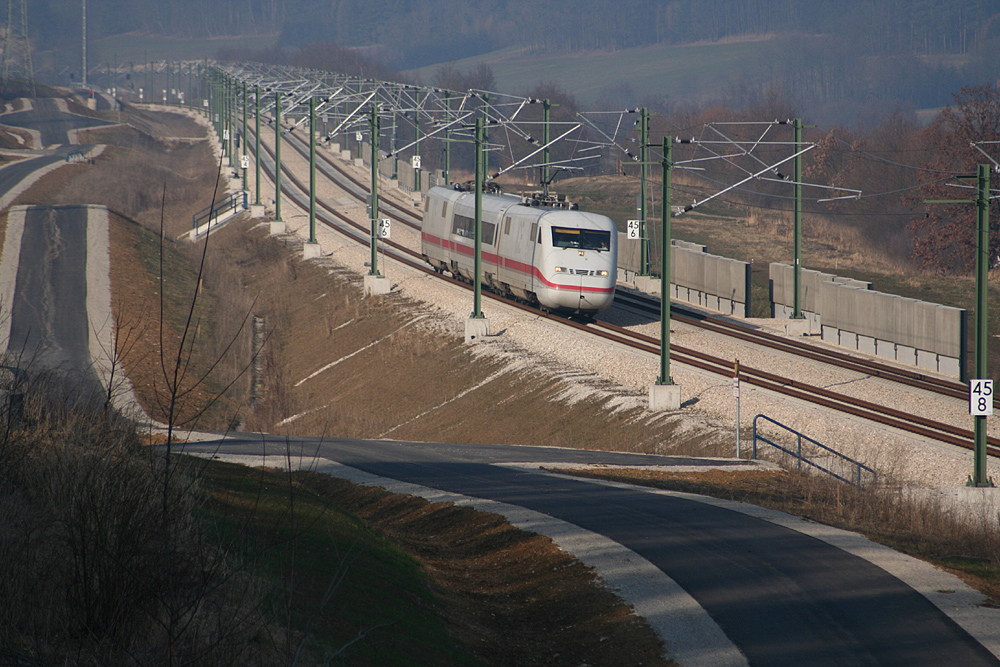
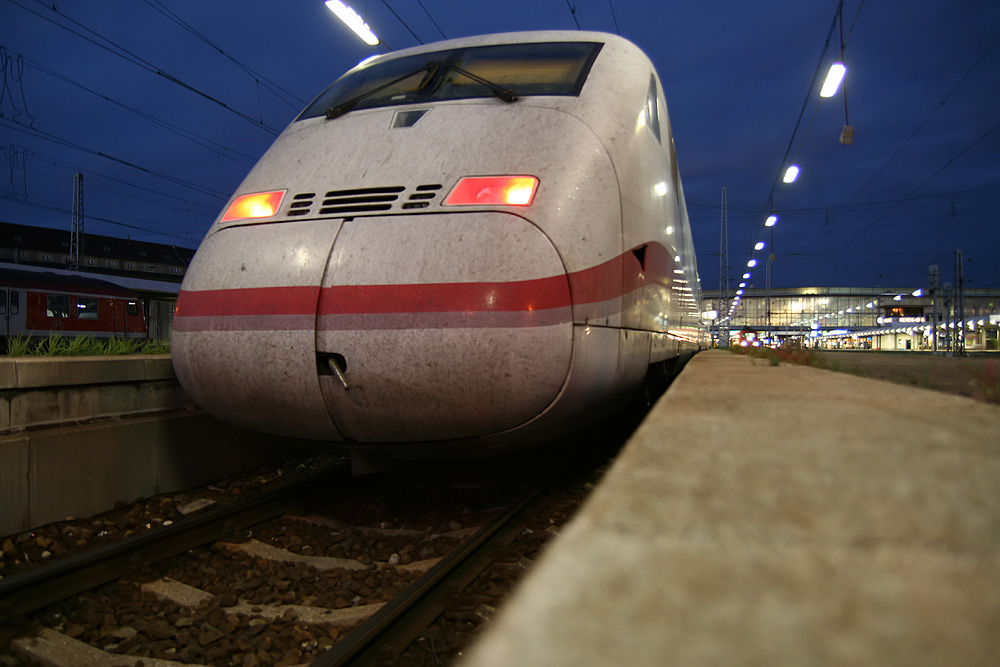
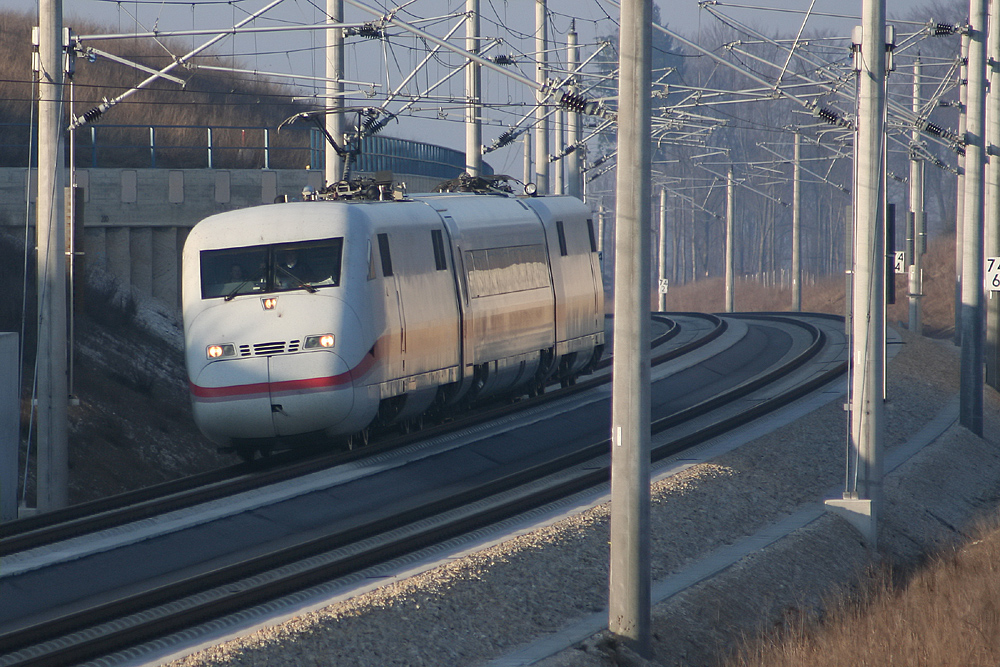
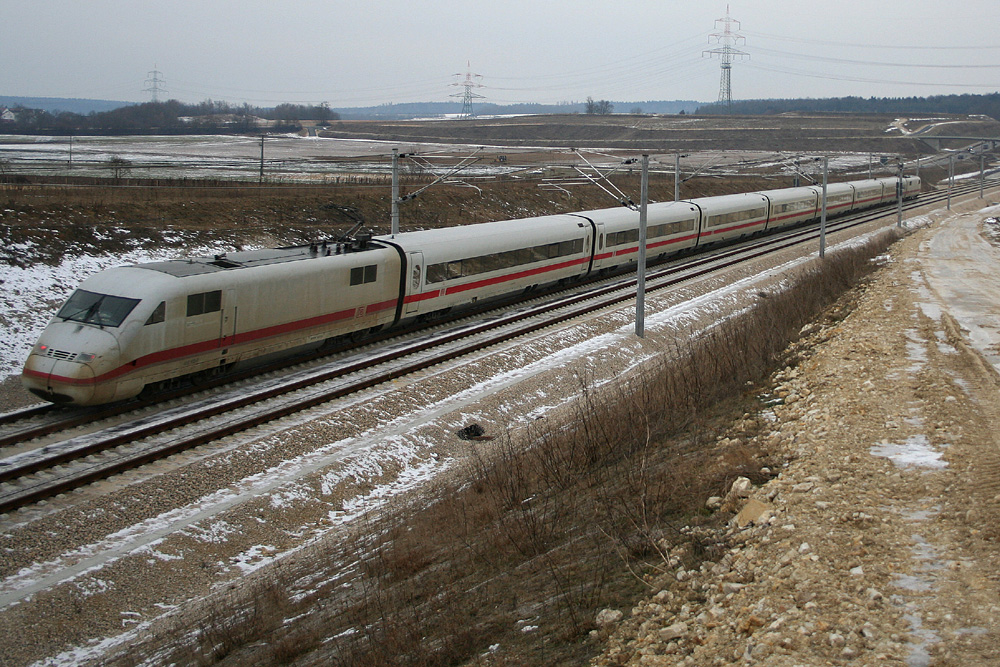
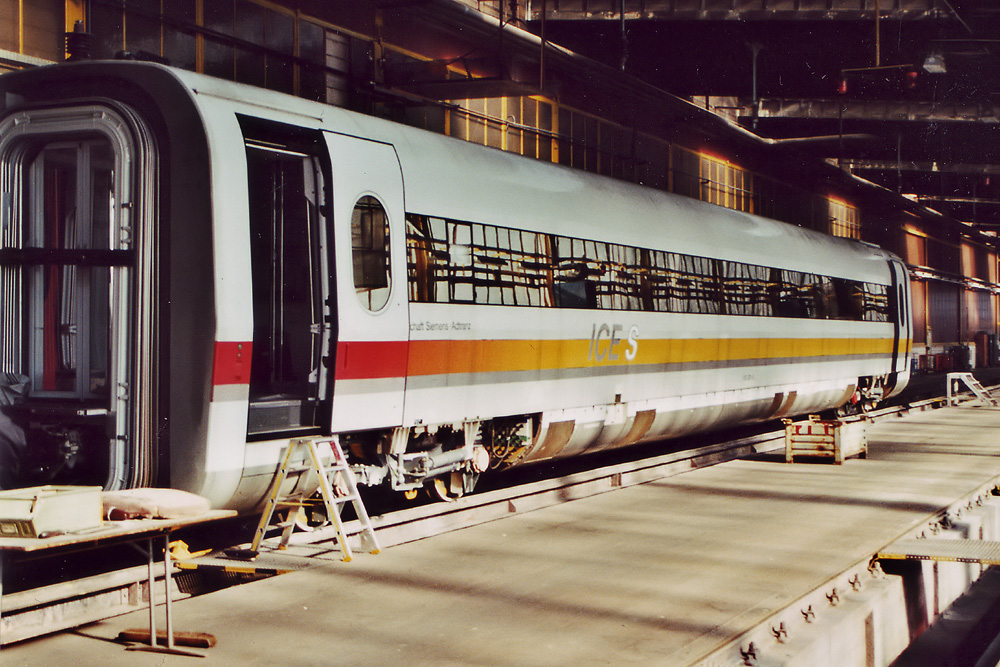
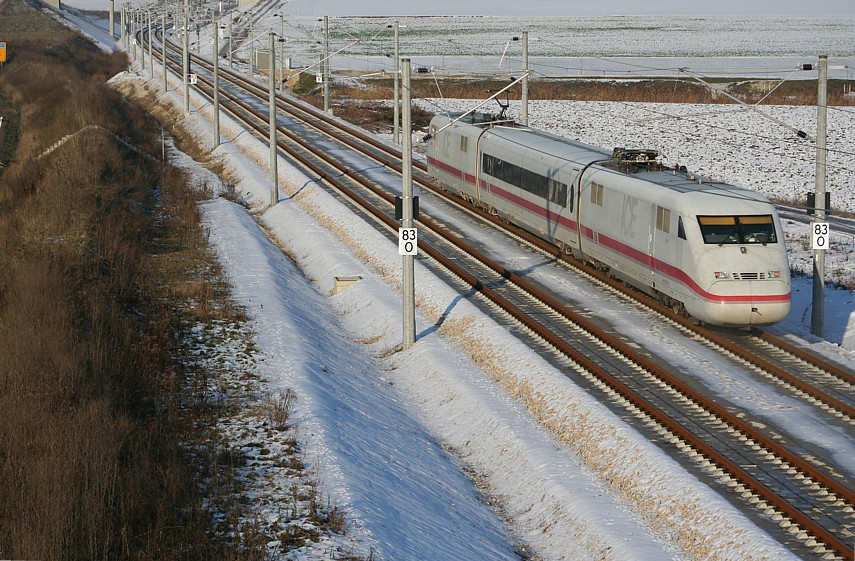

## Története
Az ICE 3 tervezésénél szükség volt egy kísérleti vonatra, melyen ki lehet próbálni az osztott hajtást. Erre a feladatra egy átalakított ICE 2-es motorvonatot építettek át. Eredetileg a két vonófej közé kettő hajtott forgóvázakkal rendelkező, tengelyenként 500 kW teljesítményű betétkocsit, és egy nem hajtott betétkocsit kapcsoltak. Ezzel az összeállítással 13600 kW teljesítmény állt rendelkezésre. Később a szerzett tapasztalatok alapján fejlesztették ki az ICE 3-at. A motorvonat hajtott kocsijait selejtezték, a háromrészes szerelvényt pedig nagysebességű mérővonattá alakították át. Jelenleg évi háromszor bejárja Németország összes nagysebességű vonalát. Továbbá ezt a szerelvényt használják az új nagysebességű vasútvonalak első tesztelésére is. 2001. július 13-án 393 km/h sebességet ért el.

## Érdekességek
Az ICE-S motorvonat a hivatalos svájci sebességrekorder, miután a Lötschberg-bázisalagútban 281 km/h sebességet ért el.

## Lásd még
- ADIF 330
- SNCF TGV Iris 320